# Bércouni
Bércouni (Macroscelidea) jsou řád drobných hmyzožravých savců endemických pro Afriku. Řád tvoří jediná čeleď bércounovití (Macroscelididae). Bércouni mají jisté rysy, které jsou blízké hmyzožravcům, na druhé straně mají i znaky naprosto odlišné. Mají kompletní bullae tympanicum (tympanická dutina), dobře vyvinuté endotympanicum, velká zygomata (lícní kosti), naopak malé čichové laloky.
Fosilní nálezy pocházejí pouze z Afriky, největší diverzity zažili v miocénu (25 mil. let), ovšem za nejstarší nález se považuje Metoldobotes žijící v eocénu (50 mil. let).

## Rozdělení druhů

### Podčeleď bércouni jemnosrstí (Macroscelidinae)

#### RodMacroscelides
- bércoun africký (Macroscelides proboscideus)

#### RodElephantulus
- bércoun krátkoocasý (Elephantulus brachyrhynchus)
- bércoun kapský (Elephantulus edwardii)
- bércoun tmavonohý (Elephantulus fuscipes)
- bércoun hnědý (Elephantulus fuscus)
- bércoun denní (Elephantulus intufi)
- bércoun jihoafrický (Elephantulus myurus)
- bércoun velký (Elephantulus rozeti)
- bércoun skalní (Elephantulus rupestris)

Rod Galegeeska
- bércoun somálský (Galegeeska revoilii)
- bércoun rezavý (Galegeeska rufescens)

#### RodPetrodromus
- bércoun čtyřprstý (Petrodromus tetradactylus)

### Podčeleď bércouni velcí (Rhynchocyoninae)

#### RodRhynchocyon
- bércoun skvrnitý (Rhynchocyon cirnei)
- bércoun žlutohřbetý (Rhynchocyon chrysopygus)
- bércoun Petersův (Rhynchocyon petersi)
- bércoun udzungwaský (Rhynchocyon udzungwensis)